# Michel Leclère
Michel Pierre Charles Leclère (* 18. März 1946 in Mantes-la-Jolie) ist ein ehemaliger französischer Automobilrennfahrer.

## Karriere
Michel Leclère beendete die Formel-Renault-Meisterschaft 1971 als Zweiter der Gesamtwertung und gewann ein Jahr später die Französische Formel-3-Meisterschaft. In den folgenden beiden Jahren gehörte der zu den Spitzenfahrern der Formel 2 und siegte bei den Rennen in Rouen, Zolder und Silverstone.
Diese starken Leistungen ermöglichten ihm 1975 einen ersten Einstieg in die Formel 1. Ken Tyrrell gab ihm einem Werks-Tyrrell 007 für den Großen Preis der USA in Watkins Glen. Leclère fiel vorzeitig mit Motorschaden aus.
Es folgte ein Jahresvertrag bei dem britischen Team Walter Wolf Racing, das aus dem Rennstall Frank Williams Racing Cars hervorgegangen war und von Frank Williams gemeinsam mit Walter Wolf betrieb. Der Williams FW05 war ein der Konkurrenz technisch unterlegenes Fahrzeug, mit dem Leclère hatte meist Mühe hatte, sich zu qualifizieren. Die elften Plätze bei den Weltmeisterschaftsläufen in Belgien und Monaco waren die besten Platzierungen des Jahres. Mitte der Saison musste er das Team wieder verlassen und kehrte in die Formel 2 zurück.
Nach einer katastrophalen Formel-2-Saison mit dem Willi Kauhsen Racing Team 1977 geriet die Karriere des Franzosen ins Stocken. Eine Rückkehr in die Formel 1 schaffte er nicht mehr und nach einigen Sportwagenrennen und anderem in Le Mans beim 24-Stunden-Rennen trat er Anfang der 1980er-Jahre vom Rennsport zurück.

## Statistik

### Statistik in der Automobil-Weltmeisterschaft

#### Einzelergebnisse
| Saison | 1  | 2   | 3  | 4  | 5  | 6   | 7  | 8 | 9 | 10 | 11 | 12 | 13  | 14 | 15 | 16 |
| ------ | -- | --- | -- | -- | -- | --- | -- | - | - | -- | -- | -- | --- | -- | -- | -- |
| 1975   |    |     |    |    |    |     |    |   |   |    |    |    |     |    |    |    |
|        |    |     |    |    |    |     |    |   |   |    |    |    | DNF |    |    |    |
| 1976   |    |     |    |    |    |     |    |   |   |    |    |    |     |    |    |    |
|        | 13 | DNQ | 10 | 11 | 11 | DNF | 13 |   |   |    |    |    |     |    |    |    |

| Legende  | Legende            | Legende                                                          |
| Farbe    | Abkürzung          | Bedeutung                                                        |
| -------- | ------------------ | ---------------------------------------------------------------- |
| Gold     | –                  | Sieg                                                             |
| Silber   | –                  | 2. Platz                                                         |
| Bronze   | –                  | 3. Platz                                                         |
| Grün     | –                  | Platzierung in den Punkten                                       |
| Blau     | –                  | Klassifiziert außerhalb der Punkteränge                          |
| Violett  | DNF                | Rennen nicht beendet (did not finish)                            |
| Violett  | NC                 | nicht klassifiziert (not classified)                             |
| Rot      | DNQ                | nicht qualifiziert (did not qualify)                             |
| Rot      | DNPQ               | in Vorqualifikation gescheitert (did not pre-qualify)            |
| Schwarz  | DSQ                | disqualifiziert (disqualified)                                   |
| Weiß     | DNS                | nicht am Start (did not start)                                   |
| Weiß     | WD                 | zurückgezogen (withdrawn)                                        |
| Hellblau | PO                 | nur am Training teilgenommen (practiced only)                    |
| Hellblau | TD                 | Freitags-Testfahrer (test driver)                                |
| ohne     | DNP                | nicht am Training teilgenommen (did not practice)                |
| ohne     | INJ                | verletzt oder krank (injured)                                    |
| ohne     | EX                 | ausgeschlossen (excluded)                                        |
| ohne     | DNA                | nicht erschienen (did not arrive)                                |
| ohne     | C                  | Rennen abgesagt (cancelled)                                      |
| ohne     | keine WM-Teilnahme |                                                                  |
| sonstige | P/fett             | Pole-Position                                                    |
| sonstige | 1/2/3/4/5/6/7/8    | Punktplatzierung im Sprint-/Qualifikationsrennen                 |
| sonstige | SR/kursiv          | Schnellste Rennrunde                                             |
| sonstige | *                  | nicht im Ziel, aufgrund der zurückgelegten Distanz aber gewertet |
| sonstige | ()                 | Streichresultate                                                 |
| sonstige | unterstrichen      | Führender in der Gesamtwertung                                   |

### Le-Mans-Ergebnisse
| Jahr | Team                     | Fahrzeug          | Teamkollege        | Teamkollege | Platzierung | Ausfallgrund |
| ---- | ------------------------ | ----------------- | ------------------ | ----------- | ----------- | ------------ |
| 1974 | Automobiles Ligier       | Ligier JS2        | Guy Chasseuil      |             | Ausfall     | Motorschaden |
| 1977 | Gran Touring Cars Inc.   | Mirage GR8        | Sam Posey          |             | Ausfall     | Benzinpumpe  |
| 1978 | Gran Touring Cars Inc.   | Mirage M9         | Sam Posey          |             | Ausfall     | Elektrik     |
| 1979 | JMS Racing Charles Pozzi | Ferrari 512 BB LM | Claude Ballot-Léna | Peter Gregg | Ausfall     | Unfall       |